# 1861
1861 (MDCCCLXI) a fost un an obișnuit al calendarului gregorian, care a început într-o zi de marți.

## Evenimente

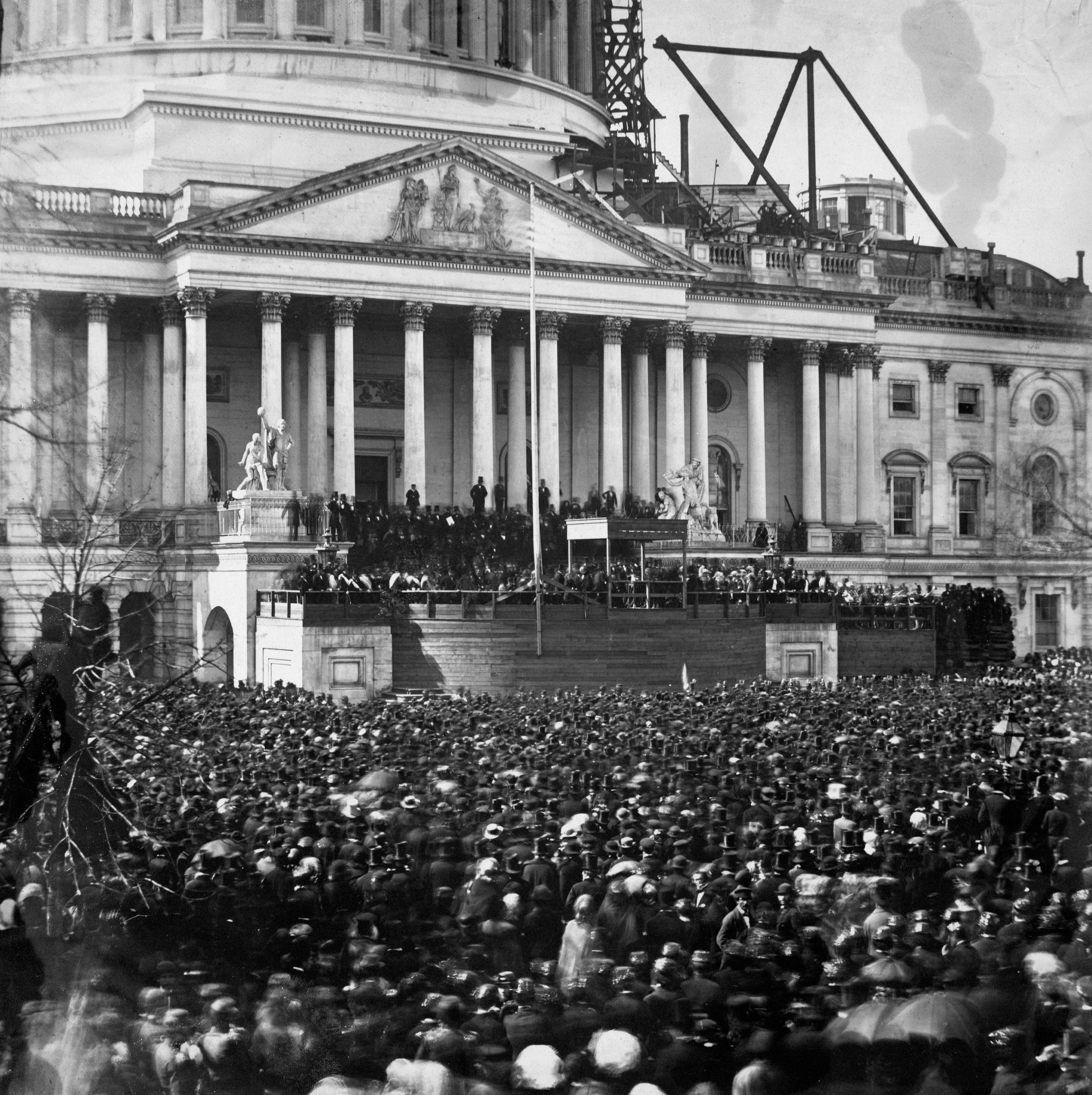
4 martie: Discurs inaugural al președintelui american, Abraham Lincoln.

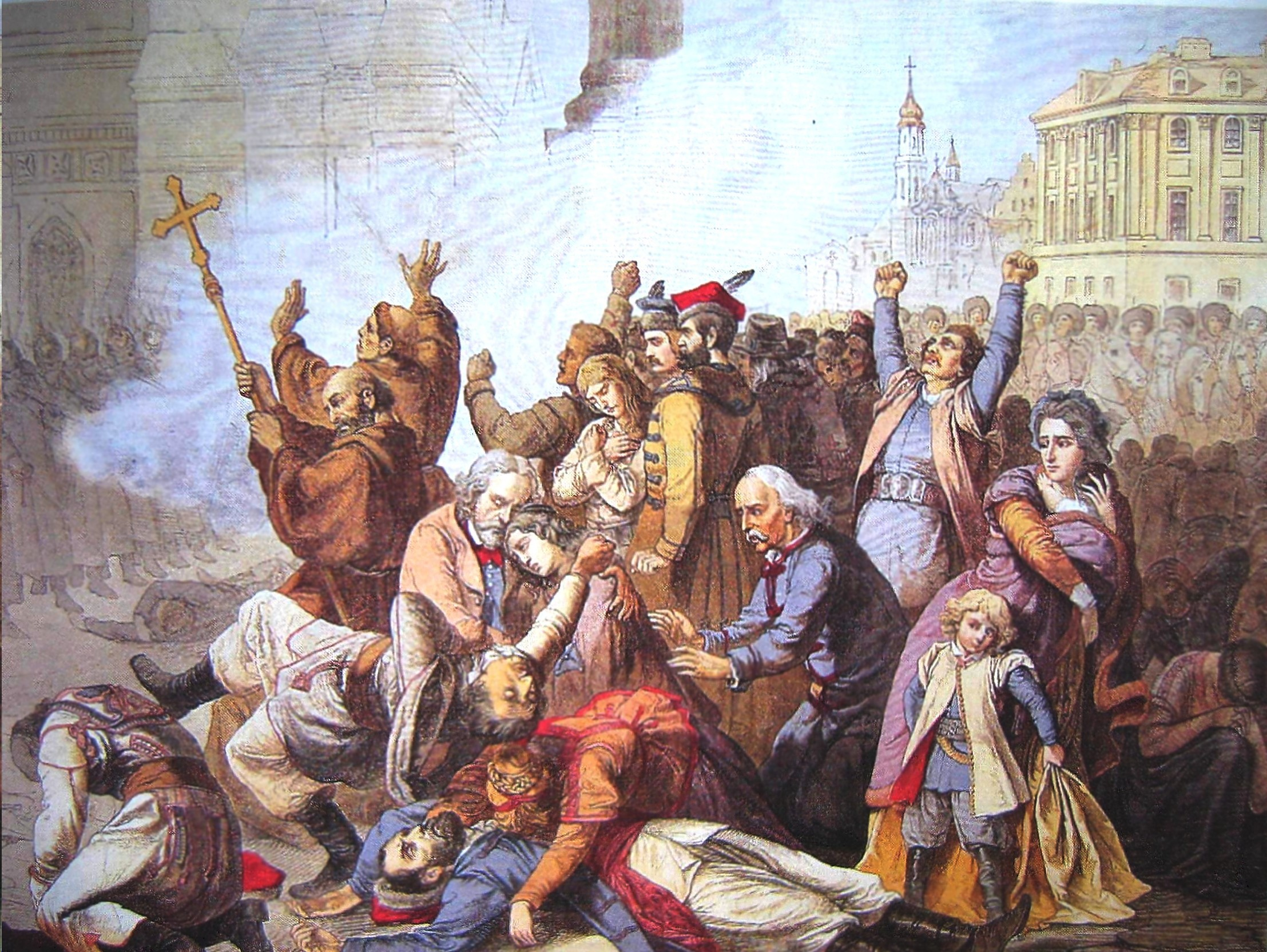
27 februarie: Are loc un masacru la Varșovia, Polonia.

### Ianuarie
- 2 ianuarie: Friedrich Wilhelm al IV-lea al Prusiei moare și este succedat de Wilhelm I al Germaniei.
- 17 ianuarie-23 septembrie: Principatul Moldovei este guvernat de Guvernul Anastasie Panu.

### Februarie
- 9 februarie: Domnitorul Alexandru Ioan Cuza stabilește aspectul stemei Principatelor Unite.
- 26 februarie: Împăratul Franz Joseph promulgă Patenta din Februarie, constituția "erei liberale" a Imperiului Austriac (1860-1867).
- 27 februarie: Armata rusă deschide focul asupra unor manifestanți ostili la Varșovia, Polonia, provocând un masacru.

### Martie
- 4 martie: Debutul mandatului celui de-al 16-lea președinte american, Abraham Lincoln.
- 14 martie: Victor Emanuel al II-lea este proclamat rege al Italiei.

### Aprilie
- 12 aprilie: A început Războiul Civil American (Războiul de secesiune) din SUA, încheiat la 9 aprilie 1865. Război fraticid între guvernul federal al Statelor Unite și unsprezece state din Sud care și-au afirmat dreptul de a se separa de Uniune. Rezultatul a fost victoria Statelor din Nord împotriva Statelor din Sud, abolirea sclaviei.

### Mai
- 12 mai-11 iulie: Guvernul Ștefan Golescu a fost un consiliu de miniștri care a guvernat Principatul Munteniei.

### Iulie
- 21 iulie: Bătăliile de la Bull Run. Prima dintr-o serie de două bătălii din timpul Războiului Civil American purtate pe un râu lângă Manassas, Virginia.

### Noiembrie
- 11 noiembrie: Ludovic I devine rege al Portugaliei, până la decesul său din anul 1889.

### Decembrie
- 11 decembrie: Alexandru Ioan Cuza în Proclamația către Națiune, aduce la cunoștință, în mod oficial, că "Unirea este îndeplinită, naționalitatea română este întemeiată".

### Nedatate
- Țarul Alexandru al II-lea a abolit sclavia în Rusia.
- Sibiu: Un grup de intelectuali români din Transilvania înființează societatea ASTRA.

## Arte, științe, literatură și filozofie
- aprilie: Apare la București Revista română sub conducerea lui Alexandru Odobescu, continuatoarea revistei România Literară.
- Charles Dickens publică romanul Marile speranțe.
- La Teatrul cel Mare din București se joacă pentru prima dată, Hamlet de Shakespeare, cu Mihail Pascaly în rolul titular.

## Nașteri

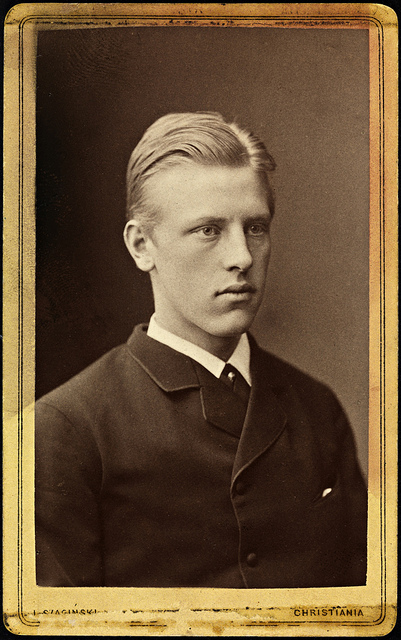
10 octombrie: Fridtjof Nansen, explorator și om de știință norvegian, laureat al Premiului Nobel pentru Pace

- 6 ianuarie: Victor Horta, arhitect și designer belgian (d. 1947)
- 27 ianuarie: Constantin Prezan, mareșal român (d. 1943)
- 15 februarie: Charles Edouard Guillaume, fizician elvețian, laureat al Premiului Nobel (d. 1938)
- 27 februarie: Rudolf Steiner, filosof austriac (d. 1925)
- 27 martie: József Koszta, pictor maghiar (d. 1949)
- 14 aprilie: Alexandru Baltagă, preot ortodox român din Basarabia, canonizat ca sfânt (d. 1941)
- 7 mai: Rabindranath Tagore, poet și scriitor indian (d. 1941)
- 11 septembrie: Juhani Aho, scriitor finlandez (d. 1921)
- 11 septembrie: Erich von Falkenhayn, șef al statului major german în primul război mondial (d. 1922)
- 28 septembrie: Aristide Caradja, entomolog și jurist român (d. 1955)
- 10 octombrie: Fridtjof Nansen, explorator și om de știință norvegian, laureat al Premiului Nobel pentru Pace (d. 1930)
- 7 decembrie: Henri Mathias Berthelot, general francez (d. 1931)
- 8 decembrie: Georges Méliès, regizor francez (d. 1938)
- 19 decembrie: Italo Svevo, scriitor italian (d. 1928)
- 21 decembrie: Constantin Mille, ziarist, nuvelist, poet, avocat român (d. 1927)

### Nedatate
- Constantin Crupenschi, om politic român (d. 1928)

## Decese
- 10 martie: Taras Șevcenko, 47 ani, poetul național al Ucrainei (n. 1814)
- 6 iunie: Camillo Benso Conte de Cavour, 50 ani, politician al Italiei înainte de unificare (n. 1810)
- 14 decembrie: Prințul Albert de Saxa-Coburg-Gotha, 42 ani, prinț consort al reginei Victoria a Marii Britanii (n. 1819)

### Nedatate
- Nicolae Istrati, 43 ani, scriitor și om politic român (n. 1818)